# 村上安昌
村上 安昌（むらかみ やすまさ、1984年（昭和59年）11月17日 - ）は、STVラジオの局員。
STVラジオ編成制作部所属の元プロデューサー・ディレクターであり、『ウイークエンドバラエティ 日高晤郎ショー』『しゃかりき!ようへい商店』『ブレイクスカウター』等のディレクターや演出を担当。

## 来歴
北海道奈井江町出身。北海道滝川高等学校、北海学園大学卒業。
子供の頃から放送の仕事に携わることを目標としていた。大学時代にSTVラジオでアルバイトをしていたこともある。大学を卒業する年には正社員の採用計画が無かったため、内定を得ていた他企業に就職するつもりだったが、吉川のりおアナウンサーにアドバイスを受け、夢をあきらめずに技術アルバイトを経て、数年後に入社した。
STVラジオ入社後は、「ときめきワイド」「中嶋シゲキのビカビカ☆ナイト」「福永俊介シルクな夜」などの番組を担当。2010年からは『ウイークエンドバラエティ 日高晤郎ショー』、『Yo!Hey!サンデー!』を担当した。
日高晤郎ショーでは、「歯並びディレクター」や「ハデル208」などの愛称で、サブ調整室ディレクター、メインディレクターを約7年担当。『しゃかりき!ようへい商店』でもメインディレクターを担当すると共に、ポッドキャスト番組「太陽系第13惑星」には自身も出演し、様々な切り口でトークを展開する。
妻は元ランラン号の正岡瞳。2014年5月に長男誕生、一児の父親となる。
2016年6月末でテレビ部門のスポーツ局に出向し「どさんこワイド朝」等を担当。2019年7月からSTVラジオに主に夕方から夜間および土日の昼間に放送する番組の責任者である野球班のプロデューサーとして復帰。
2024年7月より本社制作部門から東京支社へ異動した。

## エピソード
- STVラジオの開局50周年を記念して放送された番組「STVラジオ開局50周年〜北海道のために命がけ〜日高晤郎 挑戦!50時間56分生放送」では、メインディレクターを担当。放送中は50時間56分不眠不休で番組の進行役を続けた。
- 日高唔郎ショーのUSTREAM放送STVラジオUSTREAM[リンク切れ]では、ディレクターを務める姿を垣間見ることができた。

## 担当番組
- ときめきワイド
- 福永俊介シルクな夜
- Yo!Hey!サンデー!
- しゃかりき!ようへい商店
- ウイークエンドバラエティ 日高晤郎ショー
- どさんこワイド!!朝!
- ひちょりのWA！！　- 2019年10月～（ディレクター兼プロデューサー）
- STVファイターズLIVE
- しゃかりき!ようへい商店　- 2016年4月～6月（ディレクター）、2020年7月～（プロデューサー）
- 太陽系第13惑星　- 2020年7月～2024年6月（出演（ようへいのお相手）兼ディレクター兼プロデューサー）
- 吉川のりおスーパーLIVE　（プロデューサー）